# مرونة الطاقة
مرونة الطاقة (بالإنجليزية: Energy elasticity)‏ هي مصطلح يستخدم بالإشارة إلى كثافة الطاقة للناتج المحلي الإجمالي. وهي "التغير النسبي في استهلاك الطاقة لتحقيق تغيير بنسبة واحدة في الناتج المحلي الإجمالي الوطني".
يستخدم هذا المصطلح عند وصف التنمية المستدامة في الدول النامية، مع الوعي بضرورة الحفاظ على أمن إمدادات الطاقة وضبط انبعاث الغازات الدفيئة الإضافية. وتعتبر مرونة الطاقة مقياسًا رئيسيًا، حيث تفصّل المصادر التجارية للطاقة المستخدمة في البلد المعني عادة إلى مصادر الوقود الأحفوري والمتجددة وغيرها.
على سبيل المثال، تلاحظ السياسة الوطنية للطاقة المتكاملة في الهند لعام 2005 أن مرونة الطاقة الحالية هي 0.80، وذلك عندما كانت الحكومة تخطط لتحقيق نمو اقتصادي يبلغ 7-8٪. وكانت التوقعات أن تتمكن الهند من تقليل مرونة الطاقة إلى 0.75 بحلول عام 2011، وإلى 0.67 بحلول عام 2021-22.
وفي عام 2007، كان السفير الهندي قادرًا على إبلاغ مجلس الأمن التابع للأمم المتحدة بأن الناتج المحلي الإجمالي للهند نما بنسبة 8٪، وأن نمو استهلاكها للطاقة الأساسية الإجمالية بلغ 3.7٪ فقط، مما يشير إلى أن الهند قد نجحت في فصل استهلاك الطاقة عن النمو الاقتصادي بشكل فعال.
في حين أن الصين أظهرت العلاقة المعاكسة، حيث إنها استهلكت نسبة أكبر من الطاقة لتحقيق معدل نموها العالي المزدوج الأرقام بعد عام 2000. وعلى الرغم من وجود مشاكل في جودة تقديرات كل من الناتج المحلي الإجمالي واستهلاك الطاقة، إلا أن المراقبين وضعوا مرونة الطاقة الصينية في حوالي 1.5 بحلول عام 2003-2004. حيث يتضاعف الطلب على الطاقة بنسبة 1.5٪ لكل زيادة بنسبة 1٪ في الناتج المحلي الإجمالي. وقد استمدت الصين الكثير من هذا الطلب الإضافي على الطاقة من مصادر دولية للوقود الأحفوري مثل الفحم والبترول.